# 拉瓦勒勒普里约雷
拉瓦勒勒普里约雷（法語：Laval-le-Prieuré，法語發音：[laval lə pʁijœʁe]）是法国杜省的一个市镇，位于该省中部，属于蓬塔利耶区。

## 地理
拉瓦勒勒普里约雷（47°10'53"N, 6°37'16"E）面积5.29 平方千米，位于法国勃艮第-弗朗什-孔泰大區杜省，该省份为法国东部内陆省份，北起上索恩省，西接汝拉省，东部及东南部与瑞士接壤，东北部与贝尔福地区省接壤。
与拉瓦勒勒普里约雷接壤的市镇（或旧市镇、城区）包括：普兰布瓦-迪米鲁瓦尔、蒙德拉瓦勒。
拉瓦勒勒普里约雷的时区为UTC+01:00、UTC+02:00（夏令时）。

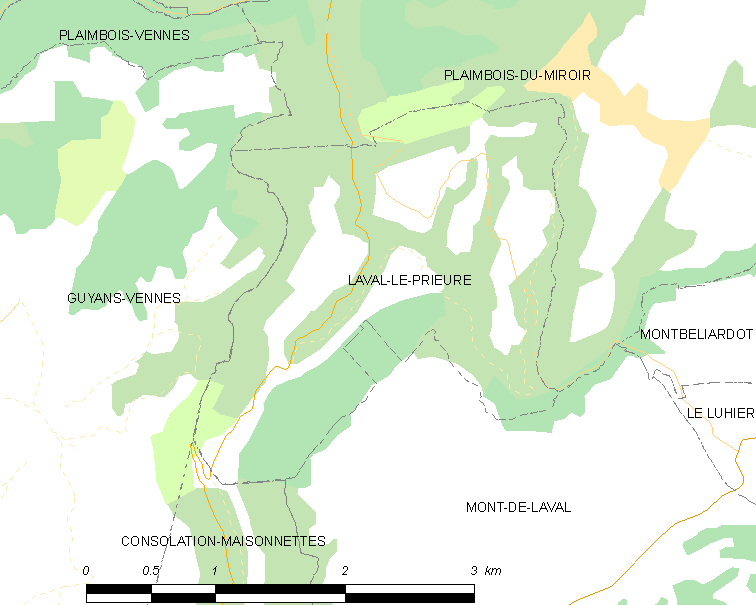
拉瓦勒勒普里约雷的OSM定位图

## 行政
拉瓦勒勒普里约雷的邮政编码为25210，INSEE市镇编码为25329。

## 政治
拉瓦勒勒普里约雷所属的省级选区为莫尔托县。

## 人口

1962-2008年间拉瓦勒勒普里约雷人口变化图示

拉瓦勒勒普里约雷于2022年1月1日时的人口数量为33人。

## 交通
杜省省道D20线、D39线和D128线经过境内。